# Лейнертс, Улдис
Улдис Лейнертс (латыш. Uldis Leinerts; 3 марта 1936, хутор Ценсони (латыш. Censoņi), Шкибская волость (ныне Берзская волость) — 12 мая 1969, Рига) — латышский поэт и переводчик.

## Биография
Родился в крестьянской семье. Окончил школу-семилетку в Берзе (1951) и Булдурский садоводческий техникум (1955), затем недолгое время учился в Латвийской сельскохозяйственной академии и Лиепайском педагогическом институте, но высшего образования не получил.
В 1958 году дебютировал в печати, опубликовав в лиепайской газете Komunists стихотворение «Цветут каштаны» (латыш. Kastaņas zied). В начале 1960-х гг. вошёл в круг заметных молодых поэтов, к которому принадлежали также Айварс Нейбартс, Викторс Ливземниекс, Райнис Ремасс; Нейбартс придумал Лейнертсу прозвище «Джамбул» (по имени казахского акына) за то, что тот мог читать все свои стихи по памяти, тогда как Лейнертс придумал Нейбартсу прозвище Нюрбулис, под которым тот вошёл в историю латышской литературы. Постепенно привлёк к себе внимание старших коллег: в 1965 году Мирдза Кемпе охарактеризовала Лейнертса как «очень яркого, богатого возможностями поэта» (латыш. ļoti spilgts, potencēm bagāts dzejnieks). В 1966 году выпустил книгу стихов «Хочу остаться на свету» (латыш. Gribu palikt gaismā); критик Гунарс Грава отмечал присущий этому сборнику дух молодости и свежести, творческого поиска, хотя и указывал на отдельные элементы недобросовестной идеологической ангажированности. Творческий диапазон поэта простирался от натурфилософской лирики до сатирических стихов.
В последние годы жизни много работал над переводами поэзии народов СССР (по подстрочникам). В переводах Лейнертса по-латышски изданы книги Дондока Улзытуева (1967), Паруйра Севака (1968) и Рамиса Рыскулова (1969), первые две в соавторстве с Имантом Зиедонисом.
После смерти Лейнертса были изданы две его книги, «Свет» (латыш. Gaisma; 1970) и «Быть зерну» (латыш. Graudam būt; 1985), включавшие наряду со стихами переводы, статьи и письма. Кнутс Скуениекс позднее писал, что в случае Лейнертса, как и в случае Клавса Элсбергса, безвременная смерть поэта придала его стихам новую глубину, так что «сказанное ими больше и значительнее, чем мы это в своё время воспринимали».
Сын, Индулис Лейнертс (род. 1963), на протяжении 1980—1990-х гг. также публиковал стихи в периодике.